# Remington 700
Die Remington 700 ist eine seit 1962 von Remington Arms hergestellte Serie von Repetiergewehren in diversen Kalibern.

## Aufbau
Die Waffen der Modell-700-Serie sind Repetiergewehre mit einem Zylinderverschluss und einem Kastenmagazin. Die leere Hülse werden durch Repetieren des Verschlusses ausgeworfen und eine neue Patrone aus dem Magazin nachgeladen.
Der Schaft besteht wahlweise aus gewachsenem Holz, Schichtholz oder auch hochfestem Kunststoff und wird auch als Austauschzubehör von verschiedenen Herstellern angeboten.
Für militärische und zivile Zwecke stehen je nach Ausführung verschiedene offene und optische Visierungen mit ggf. unterschiedlichen Vergrößerungen zur Verfügung. Optische Visierungen wie beispielsweise Zielfernrohre müssen mit speziellen Montagen an der Systemhülse befestigt werden. Bohrungen hierfür sind in der Regel ab Werk vorhanden.

## Einsatz
Die Waffen der Modell-700-Reihe werden besonders häufig von Polizei- und Sondereinheiten in den Vereinigten Staaten eingesetzt. Seit 1966 verwendet das US Marine Corps eine stark modifizierte Version (M40) als Standard-Scharfschützengewehr. Die US Army führt das M24 SWS (Sniper Weapon System), das ebenfalls auf dem Remington 700 System beruht.